# Église de Viljakkala
 (mars 2024).
L'église de Viljakkala (en finnois : Viljakkalan kirkko) est située à Viljakkala dans la commune de Ylöjärvi en Finlande. 